# Burkhard Meier (Komponist)
Burkhard Meier (* 2. Juli 1943 in Finow; † 17. Januar 2001 in Greifswald) war ein deutscher Musikpädagoge und Komponist.

## Leben
Burkhardt Meier studierte Chorleitung an der Hochschule für Musik „Hanns Eisler“ Berlin und Musikerziehung und Deutsch an der Universität Greifswald. Weiteren Unterricht erhielt er bei Johann Cilenšek, Günter Kochan und Ruth Zechlin. Von 1976 bis 1979 studierte er Komposition bei Wolfgang Hohensee an der Hochschule für Musik „Hanns Eisler“ Berlin. Ab 1967 lehrte er Musiktheorie und Schulmusik in Greifswald und wurde 1989 zum Professor berufen. 1990 wurde er Direktor des Instituts für Musikwissenschaft und Musikpädagogik an der Universität Greifswald. Ab 1997 war er als Professor für Schulpraktisches Klavierspiel, Tonsatz und Komposition an der Hochschule für Musik und Theater Rostock.
Er war Mitbegründer des Landesverbandes Mecklenburg-Vorpommern des Deutschen Komponistenverbandes und von 1996 bis 2000 dessen Vorsitzender.

## Auszeichnungen
- 1984: Hanns-Eisler-Preis
- 2000: Kulturpreis des Landes Mecklenburg-Vorpommern

## Werke (Auswahl)
- Liederzyklus Lob des Sisyphus (1984)
- Kausalitäten für Bläserquintett (1987)
- Musik für Orchester (1987)